# Coupe du monde féminine de cyclisme sur route 2010
Navigation
Édition précédente Édition suivante
La Coupe du monde de cyclisme sur route féminine 2010 est la 13e édition de la Coupe du monde de cyclisme sur route féminine. Lors de cette édition, deux épreuves font leur apparition : le Grand Prix de la Ville de Valladolid et le Tour de l'île de Chongming en remplacement du Tour de Berne. La Coupe du monde cycliste féminine de Montréal initialement prévue en mai est annulée pour cause de manque de financement, tandis que le Tour de Nuremberg n'est plus au programme de la coupe du monde.
Le classement individuel est remporté pour la troisième fois en quatre ans par la Néerlandaise Marianne Vos, qui termine première avec 270 points. Le classement par équipes est gagné par l'équipe néerlandaise Cervélo TestTeam Women, qui a totalisé cinq victoires en 9 épreuves.

## Courses
| Date       | # | Course                                   | Pays     | Vainqueur              | Équipe                 | Leader du général |
| ---------- | - | ---------------------------------------- | -------- | ---------------------- | ---------------------- | ----------------- |
| 28 mars    | 1 | Trofeo Alfredo Binda-Comune di Cittiglio | Italie   | Marianne Vos           | Team Nederland Bloeit  | Marianne Vos      |
| 4 avril    | 2 | Tour des Flandres                        | Belgique | Grace Verbeke          | Lotto Ladies           | Marianne Vos      |
| 10 avril   | 3 | Tour de Drenthe                          | Pays-Bas | Loes Gunnewijk         | Team Nederland Bloeit  | Marianne Vos      |
| 21 avril   | 4 | Flèche wallonne                          | Belgique | Emma Pooley            | Cervélo TestTeam Women | Marianne Vos      |
| 9 mai      | 5 | Tour of Chongming Island World Cup       | Chine    | Ina-Yoko Teutenberg    | HTC-Columbia Women     | Marianne Vos      |
| 6 juin     | 6 | GP de la Ville de Valladolid             | Espagne  | Charlotte Becker       | Cervélo TestTeam Women | Marianne Vos      |
| 30 juillet | 7 | Open de Suède Vårgårda TTT               | Suède    | Cervélo TestTeam Women | Cervélo TestTeam Women | Marianne Vos      |
| 1er août   | 8 | Open de Suède Vårgårda                   | Suède    | Kirsten Wild           | Cervélo TestTeam Women | Marianne Vos      |
| 21 août    | 9 | GP de Plouay-Bretagne                    | France   | Emma Pooley            | Cervélo TestTeam Women | Marianne Vos      |

## Classements finals

### Classement individuel
| #  | Cycliste             | Équipe | 1  | 2  | 3  | 4  | 5  | 6  | 7  | 8  | 9  | Total |
| -- | -------------------- | ------ | -- | -- | -- | -- | -- | -- | -- | -- | -- | ----- |
| 1  | Marianne Vos         | ARC    | 75 | 50 | 6  | 24 | -  | 30 | 25 | 10 | 50 | 270   |
| 2  | Emma Johansson       | RSC    | 35 | 30 | 1  | 35 | -  | 24 | 14 | 35 | 35 | 209   |
| 3  | Kirsten Wild         | CWT    | 0  | 35 | 7  | -  | 50 | -  | 35 | 75 | -  | 202   |
| 4  | Charlotte Becker     | CTT    | -  | -  | 30 | -  | 0  | 75 | 35 | 18 | 24 | 182   |
| 5  | Judith Arndt         | TCW    | 18 | 18 | -  | 15 | 0  | 50 | 30 | 0  | 30 | 161   |
| 6  | Annemiek van Vleuten | ARC    | 0  | 11 | 50 | 9  | -  | 35 | 25 | 30 | 0  | 160   |
| 7  | Grace Verbeke        | LLT    | 9  | 75 | 0  | 30 | -  | 9  | 11 | 24 | 0  | 158   |
| 8  | Emma Pooley          | CTT    | 7  | -  | -  | 75 | -  | -  | -  | 0  | 75 | 157   |
| 9  | Adrie Visser         | TCW    | 0  | 27 | 21 | -  | 9  | 0  | 30 | 50 | 0  | 137   |
| 10 | Nicole Cooke         | NUR    | 24 | 0  | 4  | 50 | -  | 18 | 16 | 0  | 0  | 112   |

### Classement par équipes
| #  | Équipe                  | Code | 1  | 2  | 3   | 4   | 5   | 6  | 7   | 8  | 9  | Total |
| -- | ----------------------- | ---- | -- | -- | --- | --- | --- | -- | --- | -- | -- | ----- |
| 1  | Cervélo TestTeam Women  | CTT  | 8  | 55 | 57  | 100 | 50  | 75 | 140 | 93 | 99 | 677   |
| 2  | Team HTC-Columbia Women | TCW  | 45 | 66 | 32  | 48  | 108 | 60 | 120 | 77 | 57 | 556   |
| 3  | Team Nederland Bloeit   | ARC  | -  | 61 | 131 | 33  | -   | 66 | 100 | 47 | 50 | 488   |
| 4  | Red Sun Cycling Team    | RSC  | 39 | 30 | 16  | 35  | -   | 24 | 56  | 38 | 35 | 273   |
| 5  | Lotto Ladies            | LLT  | 9  | 75 | 5   | 30  | -   | 13 | 44  | 24 | 0  | 200   |
| 6  | Leontien.nl             | LNL  | -  | 30 | 27  | 0   | -   | -  | 80  | 41 | -  | 178   |
| 7  | Équipe britannique      | GBR  | 24 | 0  | 4   | 50  | -   | 23 | 64  | 8  | 2  | 175   |
| 8  | Équipe australienne     | AUS  | 43 | 0  | 10  | -   | 35  | 0  | 60  | 11 | -  | 159   |
| 9  | Gauss-RDZ-Ormu          | GAU  | 50 | 7  | 35  | 0   | -   | 33 | -   | -  | -  | 125   |
| 10 | Équipe néerlandaise     | NED  | 85 | 0  | 0   | -   | -   | 7  | -   | -  | 31 | 123   |